# Marie-Claire Bergère
Pour les articles homonymes, voir Bergère.
Marie-Claire Bergère, née Feugeas, est une historienne et sinologue française, née en 1933.

## Biographie
Ancienne élève de l'École normale supérieure de jeunes filles (1952L), Marie-Claire Bergère est agrégée d'histoire et géographie (1956), titulaire d'une thèse de 3e cycle (1966) et d'une thèse d'État en histoire de l'université Paris-VII (1975).
Elle enseigne à l'INALCO (Institut national des langues et civilisations orientales) la civilisation chinoise de 1974 à 1997, en tant que maître de conférences, puis professeur des universités. De 1978 à 1994, elle est également directrice d'études cumulant à l'École des hautes études en sciences sociales. À partir de 1997, elle est professeur émérite des universités à l'INALCO, puis professeur honoraire.

## Activités de recherche et institutionnelles
Ses thèmes de recherche sont la bourgeoisie chinoise et l'histoire de la Chine urbaine au XXe siècle.
Marie-Claire Bergère est membre du comité de rédaction de Vingtième Siècle : Revue d'histoire depuis 1983, et membre du comité de rédaction de la revue britannique The China Quarterly depuis 1992. Elle est élue membre titulaire (3e section) de l'Académie des sciences d'outre-mer le 5 mai 2010.

## Publications
- La Chine du coin de l’œil: les amusements sérieux et comiques d'une sinologue, Les Indes savantes, 2018.
- Chine le nouveau capitalisme d'État, Fayard, 2013.
- Capitalismes et capitalistes en Chine - Des origines à nos jours, Perrin, 2007.
- Histoire de Shanghaï, Fayard, 2002.
- La Chine de 1949 à nos jours, Armand Colin, 2000  (ISBN 2-200-25123-8 et 978-2-200-25123-9).
- Un siècle d'enseignement du chinois à l'école des langues orientales 1840-1945, L'Asiathèque, 1998  (ISBN 978-2-911053-06-1).
- Sun Yat-sen, Fayard, 1994.
- (dir.) La Chine au XXe siècle, Fayard, avec Lucien Bianco et Jürgen Dormes, 1989-1990, 2 vol.
- La République populaire de Chine de 1949 à nos jours Paris, Armand Colin, 1989.  (ISBN 2-200-31268-7 et 978-2-200-31268-8).
- Le Mandarin et le Compradore, Hachette, 1988  (ISBN 978-2-01-235392-3).
- L'Âge d'or de la bourgeoisie chinoise, 1911-1937, Flammarion, 1986.
- La Bourgeoisie chinoise et la révolution de 1911, Paris-La Haye, Mouton & Co, 1968.

## Distinctions
- Grand-croix de la Légion d'honneur[6],[7] (2019)
- Commandeure de l'ordre national du Mérite[5]
- Officière de l'ordre des Palmes académiques[5]